# Béla Pál
Béla Pál, születési és 1893-ig használt nevén Baumgarten Pál (Tolna, 1865. január 20. – Budapest, Erzsébetváros, 1944. december 15.) szemorvos, műtőorvos.

## Életpályája
Baumgarten Ignác és Rosenthal Leontin (1834–1913) fiaként született zsidó családban. Felsőfokú tanulmányait a Bécsi Egyetem és a Budapesti Tudományegyetem Orvostudományi Karán végezte (1884–1889). 1889 decemberében iskolaorvosi és középiskolai egészségtan tanári minősítő oklevelet szerzett. 1890 decemberében a Budapest Királyi Orvosegyesület rendes tagjává választották. Pályáját a Schulek Vilmos által vezetett Szemészeti Kóroda gyakornokaként kezdte (1889–1892). 1892-től a Sebészeti Műtőintézet gyakornoka lett. 1897-ben a Fehérkereszt Kórház Szemészeti Osztályának főorvosi állását foglalta el. 1901–1910 között a Charité Kórház, 1911–1916 között a Kereskedelmi Segélyegylet és Szakorvosi Rendelő, 1900–1916 között az Erzsébet Szegényház, 1911–1916 között a Budai Rendelőintézet orvosa. Az első világháború idején, 1916 májusában megbízták a budapesti Zita-hadikórház szemészeti osztályának vezetésével. 1907-től 1933-as nyugalomba vonulásáig a Magyar Királyi Állami Gyermekmenhely szemész főorvosa volt. A hitközségi életben is részt vett és sokáig tagja volt kórházi és egyéb bizottságoknak. Több tudományos szakmunkát írt. Halálát szívgyengeség okozta.
Tagja volt az Izraelita Magyar Irodalmi Társulatnak és a Könyves Kálmán szabadkőműves páholynak.
1895. január 29-én eljegyezte Pollák Irént, Pollák Ármin lányát, akit később feleségül is vett. Gyermekeik Béla György (1899–?) és Béla Endre (1897–1944) tisztviselő.
A Kozma utcai izraelita temetőben nyugszik.

## Művei
- Keratitis subepithelialis centrálisról. (Orvosi Hetilap, 1890, 51.)
- Cysticercus subretinalis. (Szemészet, 1894, 2.)
- Asepsis és antisepsis a szemészetben. (Gyógyászat, 1894, 35–36., 38.)
- A tanuló ifjúság szemeinek védelméről. (Orvosi Hetilap, 1896, 35.)
- Az orosz szemészeti intézetekről. (Szemészet, 1897, 3-4.)
- A protargolról. (Szemészet, 1898, 5-6.)

## Díjai, elismerései
- Vöröskereszt II. osztályú díszjelvénye hadiékítménnyel (1916)[11]
- Polgári Hadi Érdemkereszt III. osztálya (1918)[12]